# Kỳ đầu

Kỳ đầu là bước đầu tiên của quá trình phân bào trong nguyên phân. Khi nó xảy ra sau pha G2 của kỳ trung gian, DNA đã hoàn thành việc sao chép khi kỳ đầu bắt đầu.

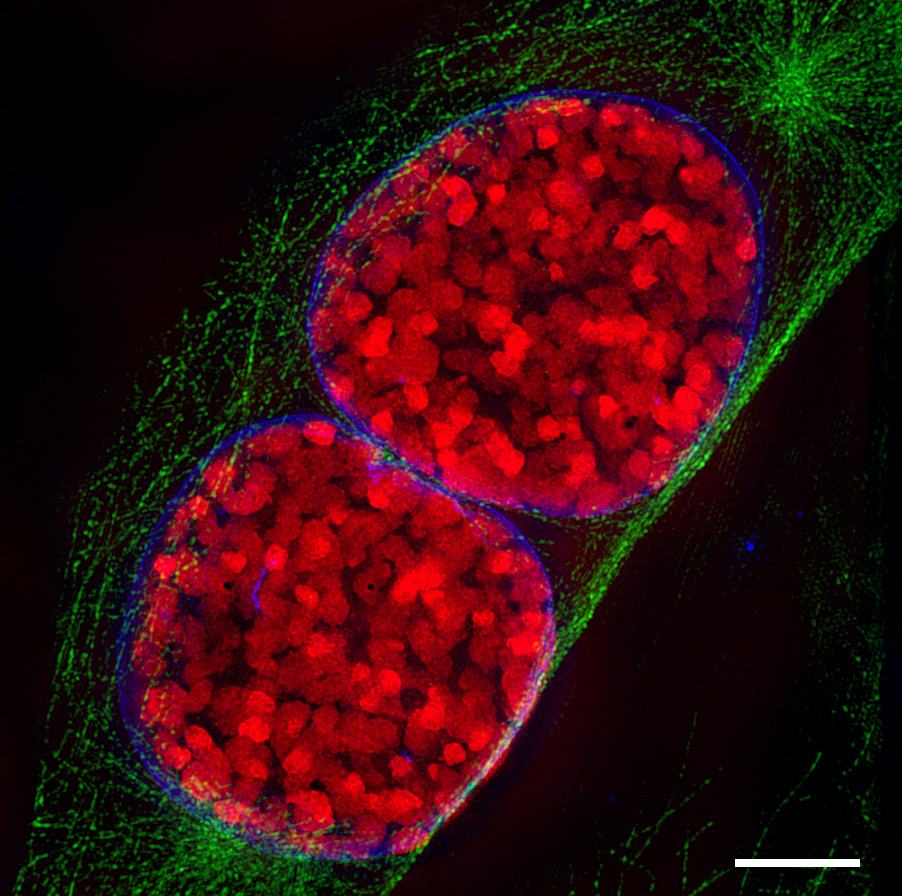
Hình ảnh hiển vi huỳnh quang của hai nhân tế bào chuột trong kì giảm phân (thước dài 5 µm).

Kỳ đầu là kỳ đầu tiên của quá trình phân bào ở cả nguyên phân và giảm phân. Bắt đầu sau kỳ trung gian, DNA đã hoàn thành việc sao chép khi tế bào bước vào kỳ đầu. Hiện tượng chính xảy ra trong kỳ đầu chính là sự co xoắn chất nhiễm sắc và sự tiêu biến của nhân con.

## Nhuộm màu và soi dưới kính hiển vi
Có thể sử dụng phương pháp soi dưới kinh hiển vi để quan sát các nhiễm sắc thể đã kết tụ khi chúng trải qua quá trình nguyên phân và giảm phân.
Nhiều kỹ thuật nhuộm màu DNA khác nhau được sử dụng đối với các tế bào giúp có thể quan sát được những nhiễm sắc thể đang co xoắn khi chúng trải qua kỳ đầu.
Kỹ thuật nhuộm băng G thường được sử dụng để nhận diện nhiễm sắc thể của động vật có vú, khó có thể áp dụng công nghệ này lên tế bào thực vật do mật độ nén cao của nhiễm sắc thể trong các tế bào thực vật. Nhuộm băng G được thực hiện toàn bộ trên nhiễm sắc thể thực vật vào năm 1990. Trong kỳ đầu của cả nguyên phân và giảm phân, có thể áp dụng kỹ thuật nhuộm Giemsa lên tế bào và kỹ thuật nhuộm băng G đối với nhiễm sắc thể. Nhuộm màu bạc, một công nghệ hiện đại hơn, kết hợp với nhuộm giesma có thể được sử dụng để giúp làm hiện hình phức hợp sợi ghép xuyên suốt những giai đoạn khác nhau của kỳ đầu giảm phân. Để thực hiện nhuộm băng G, nhiễm sắc thể phải được cố định, và do đó không thể thực hiện kỹ thuật này đối với tế bào sống.
Nhuộm huỳnh quang ví dụ như DAPI có thể được sử dụng ở cả tế bào động vật và thực vật sống. Những phương pháp nhuộm này không band nhiễm sắc thể, mà thay vào đó cho phép việc thăm dò DNA ở những vùng và gen nhất định. Sử dụng kỹ thuật soi kính hiển vi huỳnh quang đã vô cùng cải thiện độ phân giải không gian.

## Kỳ đầu trongNguyên phân
Kỳ đầu là bước đầu tiên của quá trình nguyên phân trong tế bào động vật, và là bước thứ hai của quá trình nguyên phân trong tế bào thực vật. Vào thời điểm bắt đầu của kỳ đầu, có hai bản sao y hệt nhau của mỗi nhiễm sắc thể trong tế bào do sự sao chép đã diễn ra ở kỳ trung gian. Những bản sao này được gọi là nhiễm sắc tử chị em và được giữ bởi bộ phận DNA gọi là tâm động. Sự kiện chính của kỳ đầu là: nhiễm sắc thể co xoắn lại, trung thể chuyển động, hình thành thoi vô sắc, và nhân con bắt đầu biến mất.

## Kỳ đầu trong Giảm phân
Giảm phân bao gồm hai lượt phân tách nhiễm sắcthể và do đó trải qua kỳ đầu hai lần, được gọi là kỳ đầu I và kỳ đầu II. Kỳ đầu I là kỳ phức tạp nhất trong cả quá trình giảm phân bởi vì các nhiễm sắc thể tương đồng phải bắt cặp với nhau và trao đổi thông tin di truyền. Kỳ đầu II thì rất giống với kỳ đầu của nguyên phân.